# Kaple Panny Marie Utěšitelky
Kaple Panny Marie Utěšitelky (fr. Chapelle Notre-Dame-de-Consolation) je katolická kaple v 8. obvodu v Paříži, v ulici Rue Jean-Goujon.

## Historie
Kaple byla postavena v ulici Rue Jean-Goujon poblíž vyhořelého Bazaru de la Charité jako vzpomínková kaple věnovaná 129 obětem požáru tohoto bazaru v roce 1897. Základní kámen byl položen 4. května 1898 při prvním výročí neštěstí. Stavba byla dokončena v roce 1900. Od roku 1982 je chráněná jako historická památka.